# 鄭居中 (唐朝)
鄭居中（?—?），唐朝人。
父郑锋深仰道教。鄭居中好道术，與高鍇有往來。舉進士。官至中書舍人。晚年寻道访宫於王屋山，终卒山寺。2000年9月洛阳市伊川县彭婆镇许营村出土“郑居中墓志”。